# Lionel Giroux
Lionel Giroux (St. Jerome, 1935 - aldaar, 4 december 1995), beter bekend als Little Beaver, was een Canadees professioneel dwergworstelaar. Zijn beroemdste uiterlijk was in een zes-man match op WrestleMania III op World Wrestling Federation.

## Dood
Giroux overleed op 4 december 1995 van emfyseem.

## Erelijst
- Stampede Wrestling
  - Stampede Wrestling Hall of Fame

- Pro Wrestling Illustrated
  - PWI Midget Wrestler of the Year (1973)

- Professional Wrestling Hall of Fame
  - Professional Wrestling Hall of Fame Inductee (2003)